# Царево
Ца́рево (болг. Царево) — місто в Бургаській області Болгарії. Адміністративний центр громади Царево.

## Географія
Царево розташований на півострові. Знаходиться недалеко від Ахтопол і лежить в 70 км на південний схід від міста Бургас. Берегова лінія дуже порізана. На південь від міста знаходиться гора Папія висотою 502 м над рівнем моря.

## Історія
Є дві версії про походження назви Василико. Згідно з однією з них, назва йде від зруйнованої турками болгарського села Босілково недалеко від Айтос. Частина його жителів, які рятувалися від турків переїхала сюди, і в наслідку, під впливом Ахтопольского єпископа, переймають грецьку мову і культуру і назва змінюється на Василик. За іншою версією назва Василик йде від грецького слова - «Базилевс» (βασιλιάς), що в перекладі означає "Цар". Згідно прихильникам цієї версії таке тлумачення можливе завдяки турецькому мандрівникові Евлії Челебі, який згадував, що фортеця Васілікос, завойована Мусою Челебі, була побудована князем Василем - одним з онуків імператора Костянтина.

## Населення

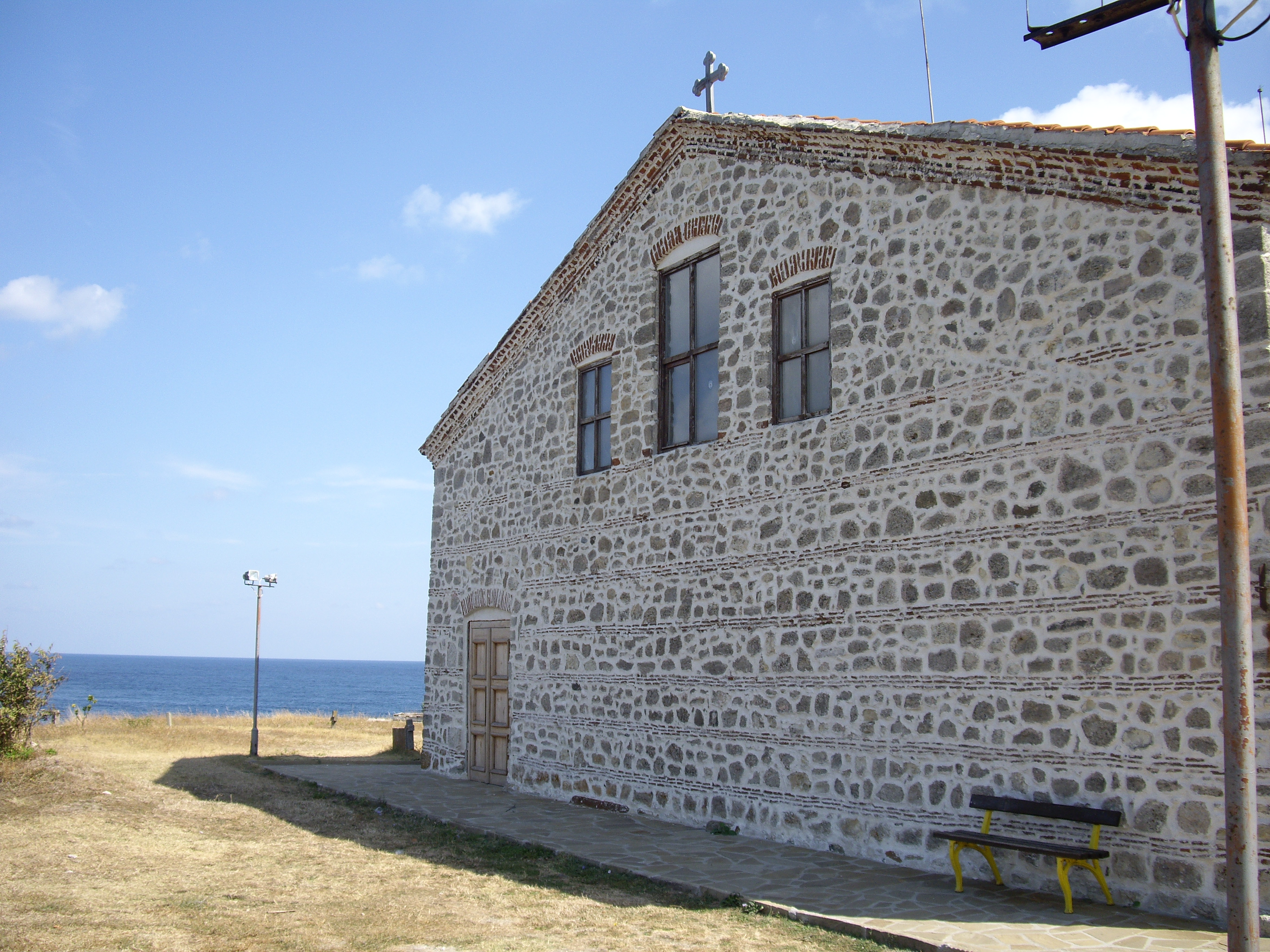
Стара церква у Цареві

За даними перепису населення 2011 року у місті проживала 6071 особа.
Національний склад населення міста:
| Національність   | Кількість осіб | Відсоток |
| ---------------- | -------------- | -------- |
| болгари          | 4045           | 91,1%    |
| цигани           | 330            | 7,4%     |
| турки            | 27             | 0,6%     |
| інша             | 27             | 0,6%     |
| не визначились   | 13             | 0,3%     |
| Всього відповіли | 4442           |          |

Розподіл населення за віком у 2011 році:
Динаміка населення: